# Universidad de Alaska Anchorage
La Universidad de Alaska Anchorage (del inglés: University of Alaska Anchorage) se localiza en la ciudad de Anchorage, Alaska.
Forma parte del Sistema Universitario de Alaska.